# Batalla de Montiel
La batalla de Montiel (1369) fue un enfrentamiento bélico enmarcado en la Guerra Civil de Castilla y, debido a la naturaleza de parte de sus intereses y participantes, también en la guerra de los Cien Años. En ella, ejércitos castellano-franceses se midieron con una alianza castellano-granadina. La primera de estas fuerzas, mandada por Enrique de Trastámara (luego Enrique II de Castilla), se impuso a la segunda, dirigida por su hermano Pedro el Justiciero. Se libró el 14 de marzo de 1369, en torno a la ciudad de Montiel, en la actual provincia de Ciudad Real, en Castilla-La Mancha.

## Origen del conflicto
El hermanastro ilegítimo del rey Pedro I de Castilla, Enrique de Trastámara, tenía pretensiones al trono de Castilla. Francia apoyó el derecho del segundo, comisionando a su mejor condestable para que se enfrentara a las fuerzas oficialistas. Así, el gran estratega Bertrand du Guesclin cruzó los Pirineos y se enfrentó a Pedro en la batalla de Montiel, enmarcada en un conflicto mucho mayor y de nivel continental: la guerra de los Cien Años. Esta guerra entre hermanos (en sentido literal y figurado) se perpetuó durante más de quince años.
Enrique, espoleado por su ambición de ser rey, decidió invadir Castilla en 1360, tomando fácilmente la ciudad de Nájera. Sin embargo, Pedro reaccionó rápidamente y se enfrentó a su hermano en esa ciudad, derrotándolo a últimos de abril.
A continuación, viendo que sus enemigos escapaban fuera de las fronteras de su reino, el monarca suscribió un tratado de extradición con el rey de Portugal para recuperar a los exiliados y castigarlos debidamente a causa de las simpatías con su hermano y desafiante.
Enrique, por su parte, con la ayuda de Bertrand du Guesclin y Guillaume Boitel, habiendo sobrevivido a la batalla de Nájera, pasó el Pirineo y se refugió en Francia, cuya corte simpatizaba con su causa. Mediante una gran suma de dinero, alquiló un ejército mercenario y, atravesando Aragón en 1366, llegó por segunda vez a Castilla en pie de guerra. Capturó Calahorra, Navarrete y Briviesca, siendo coronado rey de Castilla y León.

## Alianza con Inglaterra
Hacia el fin de esta campaña, Eduardo, hijo del rey de Inglaterra y por lo tanto príncipe de Gales, a quien llamaban el Príncipe Negro, vio en la campaña de hermano contra hermano una oportunidad para beneficiarse él mismo en su conflicto con Francia y para evitar que Castilla pasara a ser aliada de Francia contra los intereses ingleses de los Plantagenet en su lucha por el dominio en Francia desde el sur de Aquitania, en su frontera donostiarra con Castilla. Como este reino apoyaba al Trastámara, él se volcó en favor de Pedro el Cruel, suministrándole armas, hombres y equipo. En 1367 el ejército anglocastellano entró en Castilla y combatió a Enrique nuevamente en Nájera.
Bertrand Du Guesclin, experto comandante francés del ejército de Enrique, cayó prisionero, pero luego, liberado, se refugió en Aragón.
Molesto porque Pedro no le pagaba los gastos de la campaña y horrorizado por las sanguinarias venganzas con las que el rey castellano castigó a sus enemigos derrotados, en contra de todo código de honor de caballería bajomedieval entonces en auge, el Príncipe Negro denunció su alianza con él y abandonó la península en agosto de ese año, dejándole a su suerte.
Al enterarse Enrique de la defección inglesa, volvió a invadir Castilla en una nueva campaña que se prolongó durante otro año y medio.

## Batalla decisiva en Montiel
Pedro había reunido un gran ejército de castellanos adeptos, moros y judíos para compensar la deserción de Eduardo de Lancaster. Consciente de que su medio hermano gobernaba ya de facto la mitad del reino, recorrió el país hasta encontrarlo y enfrentar a su ejército bajo las almenas del castillo de Montiel.
La batalla fue sangrienta, pero gracias a la infantería mercenaria de Enrique logró reducir a las tropas de Pedro a la impotencia y obligarlos a refugiarse en el interior de la fortaleza el 14 de marzo.

## Muerte y coronación

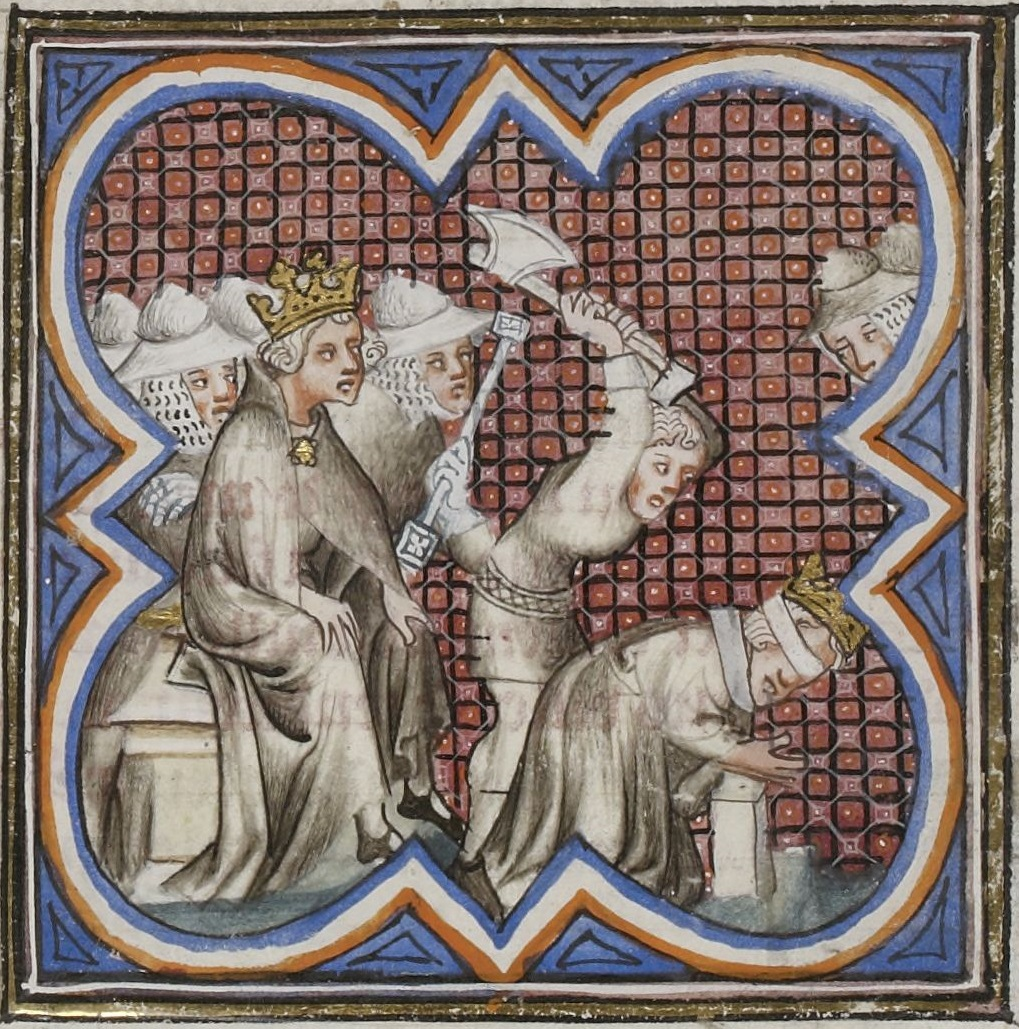
Decapitación de Pedro el Cruel. Manuscrito miniado del.

Ya bajo sitio por las fuerzas de su hermano, Pedro el Cruel intentó una salida desesperada, negociando una rendición por separado (según creía) con Du Guesclin, a quien consideraba más accesible.
El militar francés pareció acordar con él y le prometió la fuga, pero, en vez de sacarlo a campo abierto, lo condujo directamente al campamento de Enrique. Una vez frente a frente ambos hermanos, se arrojaron el uno contra el otro con intenciones homicidas: Pedro logró derribar a Enrique y se disponía a matarlo cuando Du Guesclin —hombre de gran fortaleza física— tomó al rey de los pies y consiguió hacerlo caer. Ya Enrique encima de su hermano, apuñaló al monarca repetidamente. Ante la muda acusación de traición en los ojos de Pedro, el general francés pronunció sus célebres palabras: «Yo no pongo ni quito rey, solo ayudo a mi señor».
Ya muerto Pedro, su hermano cortó la cabeza al cadáver (la cual arrojó a un sendero) y, colocando el cuerpo mutilado entre dos tablones de madera, lo colgó en las murallas del castillo de Montiel para desazón de los oficialistas que aún resistían allí. Viendo el cariz que tomaban los acontecimientos, estos se rindieron de inmediato.
Así, Enrique de Trastámara fue nombrado rey de toda Castilla en reemplazo del hermano que había asesinado y fue coronado con el nombre de Enrique II.

## Consecuencias
Enrique II mantuvo, al llegar al trono, la alianza con Carlos V de Francia y ayudó a los franceses a liberar el puerto de La Rochela (1372), que había sido tomado por tropas inglesas. A pesar de los temores de que se vengara de los moros y judíos que habían luchado por su hermano y contra él, Enrique se reveló como un monarca justo que perdonó a ambos grupos y les permitió vivir en paz en adelante.[cita requerida]